# Gidi Jacobs
Egidius "Gidi" Simon Jacobs (Rotterdam, 15 januari 1935 - Apeldoorn, 2 september 2016) was een Nederlands professioneel voetballer bij Feijenoord en Hermes DVS. 

## Carrière
In 1955 kwam Jacobs bij Feyenoord terecht als amateurvoetballer. Een jaar later werd hij semi-prof, naast zijn baan als sportinstructeur bij de Luchtmacht. Hij speelde enkele keren in het eerste elftal. In 1957 werd Jacobs overgenomen door Hermes DVS.